# 빈센트 쿠라톨라
빈센트 큐러톨라(영어: Vincent Curatola, 1953년 4월 16일 ~ )는 미국의 배우이다. HBO 드라마 《소프라노스》(1999-2007)의 조니 색 역으로 잘 알려져 있다.

## 출연 작품

### 영화
- 고티 (1996)
- 2BPerfectlyHonest (2004)
- 뻔뻔한 딕 & 제인 (2005)
- Made in Brooklyn (2007)
- Frame of Mind (2009)
- 헝그리 고스트 (2009)
- 킬링 소프틀리 (2012)
- Nicky Deuce (2013)
- 패트리어트 데이 (2016)

### 텔레비전
- 로앤오더: 범죄 전담반 (1991, 2000)
- 소프라노스 (1999-2007)
- 서드 워치 (2004)
- 탐정 몽크 (2009)
- 로앤오더: 성범죄 전담반 (2009, 2015-19)
- 로앤오더: 뉴욕 특수수사대 (2010)
- 퍼슨 오브 인터레스트 (2012)
- 굿 와이프 (2013-14)
- 엘리멘트리 (2014)
- 블랙리스트 (2016)
- FBI (2020)